# Domitius lusitanicus
Espèce
Synonymes
- Nesticus lusitanicus Fage, 1931

Domitius lusitanicus est une espèce d'araignées aranéomorphes de la famille des Nesticidae.

## Distribution
Cette espèce est endémique du Portugal. Elle se rencontre dans les grottes Gruta das Alcobertas, Lapa d'Ovelha, Cuevas de Fátima et Lapa de Salgada dans le district de Santarém et Lapa de Cha de Cima et Lapa dos Ladoeiros dans le district de Leiria.

## Étymologie
Son nom d'espèce lui a été donné en référence au lieu de sa découverte, la Lusitanie.

## Publication originale
- Fage, 1931 : Araneae, 5e série, précédée d'un essai sur l'évolution souterraine et son déterminisme. Biospeologica, LV. Archives de zoologie expérimentale et générale, vol. 71, p. 91-291.